# Zollinger-Ellison-Syndrom
Das Zollinger-Ellison-Syndrom ist das paraneoplastische Erscheinungsbild, das auf der Bildung des Hormons Gastrin durch sogenannte Gastrinome basiert. Dieses Hormon regt den Magen zu vermehrter Salzsäureproduktion an. Benannt ist die Erkrankung nach den Erstbeschreibern, den amerikanischen Chirurgen Robert Milton Zollinger (1903–1992) und Edwin Homer Ellison (1918–1970).

## Vorkommen
Diese Krankheit ist extrem selten und kommt nur in zirka fünf bis zehn Fällen pro Jahr und pro einer Million Menschen vor. Sie kann in jedem Alter auftreten, vorwiegend aber bei 30- bis 60-Jährigen.

## Ursache
Das Zollinger-Ellison-Syndrom beruht auf seltenen Tumoren in der Bauchspeicheldrüse (75 %) oder im oberen Anteil des Dünndarmes (20 %), die in 60 % der Fälle bösartig sind. Diese Tumoren produzieren das Hormon Gastrin und werden daher auch Gastrinome genannt. Gastrinome zählen zu den neuroendokrinen Tumoren (NET), sie können einzeln oder als multiple Tumoren vorkommen. Etwa die Hälfte bis zwei Drittel der einzelnen Gastrinome sind bösartige (maligne) Tumoren, die sich in Leber und Lymphknoten absiedeln können. Nahezu 25 % der Patienten mit Gastrinomen haben im Rahmen einer Multiplen endokrinen Neoplasie (MEN) Typ I mehrere Tumoren: die drei „P“ pituitary (englisch für Hypophyse), pancreas (Bauchspeicheldrüse), parathyroid (Nebenschilddrüse).
Das von einem Gastrinom produzierte Gastrin verursacht eine Überproduktion von Magensäure. Gastrin wirkt am Magen auf die Parietal-/Belegzellen und veranlasst diese, mehr Wasserstoffionen in das Magenlumen freizusetzen (Protonenpumpe). Der Säureanstieg trägt zur Entwicklung von Magengeschwüren (Ulcera ventriculi) und Zwölffingerdarm-Geschwüren (Ulcera duodeni) bei.

## Symptome

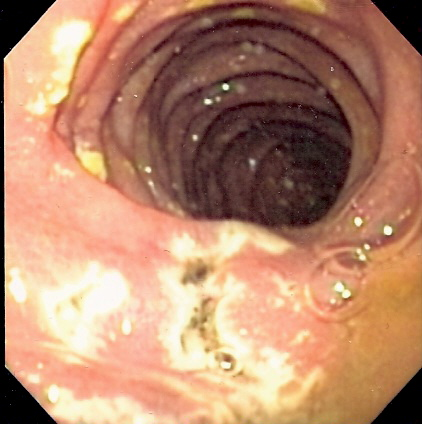
Multiple Ulcera des Zwölffingerdarms

- Bauchschmerzen: Ulcera des Magens oder Duodenums, teils auch im Jejunum (atypische Lokalisation)
- gastroösophagealer Reflux
- gelegentliches blutiges Erbrechen (Hämatemesis)
- Durchfall in etwa der Hälfte der Fälle
- gelegentlich Fettstühle, da Salzsäure die Lipasen inaktiviert
- im Einzelfall hypokaliämische metabolische Alkalose
- sehr selten Hyperparathyreoidismus (MEN-unabhängig)

## Diagnose
Für die Diagnose ist vor allem der erhöhte Gastrinspiegel (Hypergastrinämie) wegweisend. Werte über 1.000 ng/l sind dabei fast beweisend. Im Gegensatz zu anderen Krankheiten, bei denen der Gastrinspiegel ebenfalls erhöht sein kann, kommt es beim Zollinger-Ellison-Syndrom zusätzlich nach Provokation mit Sekretin zu einem oft 100-prozentigen Anstieg des Gastrinspiegels. Neuroendokrine Tumoren bilden typischerweise Chromogranin, das im Serum nachgewiesen wird.
Weiter können zur Diagnosesicherung die therapieresistenten, oft atypisch lokalisierten Ulcera herangezogen werden.
Die Lokalisationsdiagnostik erfolgt etwa mit Octreotid-Szintigraphie, Positronenemissionstomographie, MRT, CT sowie endoluminalem Ultraschall.

## Therapie
Protonenpumpenhemmer können die Säuresekretion reduzieren. Wenn möglich, sollten die Tumoren chirurgisch entfernt werden. Kurativ ist dies allerdings nur beim Fehlen von Metastasen möglich. Die Chemotherapie hat sich als wenig effektiv gezeigt. Die Hormonproduktion lässt sich durch Somatostatin hemmen.
Metastasierte neuroendokrine Tumoren können mit palliativem Ansatz mit 90Y-DOTATOC oder 177Lu-DOTATOC behandelt werden.